# Edificio Moneda Bicentenario
El edificio Moneda Bicentenario es un edificio que alberga diversas reparticiones públicas en el Barrio Cívico de Santiago, Chile. Obra de los arquitectos Teodoro Fernández y Sebastián Hernández, cuenta con 40 mil metros cuadrados repartidos en once pisos (diez de oficinas y el undécimo corresponde a un helipuerto) y cuatro subterráneos. Se emplaza en la esquina de las calles Teatinos y Moneda, frente al Palacio de La Moneda. Fue uno de los últimos inmuebles en construirse con la misma línea de fachada del resto del Barrio Cívico, diseñado por el austríaco Karl Brunner en la década de 1930.
El edificio aloja dependencias de los ministerios Secretaría General de la Presidencia, Secretaría General de Gobierno, Interior y Seguridad Pública y Desarrollo Social. También cuenta con oficinas del Servicio de Registro Civil e Identificación y de la Contraloría General de la República. 

## Historia
El edificio fue construido en el sitio donde se ubicaba una mansión que perteneció a José Bunster de la Maza y que fue vendida al Fisco en 1927, siendo ocupada por el Ministerio de Justicia y demolida a inicios de 1961 para construir un edificio de tres pisos que albergaría a los ministerios de Salud, Trabajo y Tierras y Colonización, que finalmente nunca se materializó.
Fue la primera obra del programa "Legado Bicentenario", en conmemoración del Bicentenario de Chile. A fines de enero de 2011, la Dirección de Arquitectura del Ministerio de Obras Públicas aprobó las bases para la licitación pública del Edificio Moneda Bicentenario, siendo adjudicataria la empresa Consorcio Constructores RSN. El edificio comenzó a construirse en octubre de 2011. En marzo de 2012 el presidente Sebastián Piñera encabezó la ceremonia de colocación de la primera piedra. Originalmente su entrega debía ser en agosto de 2013, pero distintos atrasos resultaron en que su inauguración se pospusiera hasta marzo de 2014.
En septiembre de 2018 fue inaugurada la Oficina Bicentenario del Registro Civil e Identificación, ubicada en el primer piso del edificio, en la esquina de las calles Moneda y Amanda Labarca.

## Descripción
Siguiendo la línea del resto de los edificios que rodean al Palacio de La Moneda, el Moneda Bicentenario es de estilo moderno y que encaja en la corriente del racionalismo, con una fachada con muy poca decoración y estructuras sencillas, sin volutas ni cornisas ornamentadas. Por calle Moneda, el edificio tiene un portal peatonal con esquinas retranqueadas. La altura entre los pisos es de cuatro metros, y en su interior posee un sistema de atrios y patios que permiten optimizar los sistemas de iluminación, ventilación e instalaciones, generando un sistema energéticamente eficiente, certificado Gold LEED. Los patios interiores recorren todo el edificio, cada cuatro o cinco pisos. En el subsuelo, cuenta con un auditorio público con capacidad para cerca de 200 personas.
Sobre la recepción del primer piso, se instaló el mural de estilo abstracto "Ciudadanos del medio día", pintado por Omar Gatica, de tres metros de alto por veinte de largo.